# Georg Brustad
Georg Antonius Brustad (født 23. november 1892 i Kristiania, død 17. marts 1932 i Oslo) var en norsk sportsudøver, som deltog under de olympiske lege 1912 i Stockholm.
Ved OL 1912 i Stockholm var han med på det norske hold i gymnastik efter svensk system. Svenskerne vandt guld efter at have opnået 937,46 point, mens Danmark blev toer med 898,84 point, og nordmændene vandt bronze med 857,21 point. Kun disse tre hold deltog i konkurrencen.
Brustad var også bokser, bokseinstruktør og boksedommer. Han vandt en guldmedalje i vægtklassen mellemvægt i NM 1916 og i sværvægt i NM 1917 og NM 1918. Han boksede i alt 22 kampe som profesjonel.
Brustad var bokseinstruktør og træner for flere af 1920'erne store boksere, bl.a. Pete Sanstol, Otto von Porat, Edgar Norman Christensen, Haakon Hansen, Sverre Sørsdal, Aage Steen, Johannes Røhme med flere. Han var holdleder og træner for bokserene under OL 1920 og OL 1924.
Brustad repræsenterede Oslo Turnforening og etablerede senere Den Private Bokseklub. Han var boksedommer ved en række professionelle kampe i Norge, Sverige og Danmark. Han var redaktør på Atletjournalen og var aktiv skribent ved tidsskriftet Idrætsliv. Brustad er forfatter af kapitlet om boksning i Træningsboken fra 1918 og af boken Boxedommeren som kom i 1922. Han skrev kapitlet om boksing i Idrætsboken fra 1923 som også kom ud som et særtryk i bogen boksning i 1924.
- Brødrene Brustad 1916 
Foto: Narve Skarpmoen/Nasjonalbiblioteket
- Georg Brustads Boxedommeren udgivet i 1922
- Georg Brustads Boksning udgivet i 1924